# Baix Vinalopó
Baix Vinalopó Spanyolországban, Valencia Alicante tartományában található comarca. Baix Vinalopó Alacantí, El Baix Segura / La Vega Baja és Vinalopó Mitjà comarcákkal határos. Lakosainak száma 312 269 fő (2024).

## Önkormányzatai
- Crevillent
- Elche
- Santa Pola